# Guizzo
Guizzo is een Italiaans historisch merk van motorfietsen.
De bedrijfsnaam was: Ditta Palmieri & Guilinelli, Bologna.
Hoewel dit merk ook 48cc-bromfietsen bouwde, was de productie van een goede 149cc-tweetaktscooter het belangrijkste. De eerste scooters kwamen in 1955 op de markt, in 1959 gevolgd door een verbeterd model. Begin 1962 volgde een geheel nieuw model, dat het bedrijf echter niet kon redden. Nog datzelfde jaar werd de productie beëindigd.